# Genopole
Genopole ist der erste Biocluster in Frankreich, der sich ausschließlich mit Biotherapien, Forschung in den Bereichen Genetik, Genomik, Postgenomik, Xenobiologie und Entwicklung der Biotechnologieindustrie befasst.
Es befindet sich in Évry-Courcouronnes.
Genopole hat eine dreifache Aufgabe:
- Entwicklung eines Forschungscampus für Genomik und Postgenomik mit Schwerpunkt auf Gentherapien in Synergie mit der Universität Évry;
- Förderung der Gründung und Förderung der Entwicklung von Biotechnologieunternehmen durch angemessene Unterstützung in den Bereichen Gesundheit, Umwelt, Agronomie und Industrie.
- Schaffung eines Biotechnoparks in Évry-Courcouronnes / Corbeil-Essonnes in Verbindung mit dem Forschungscampus.

Im Jahr 2018 vereinte der Biocluster an einem Ort 17 akademische Forschungslabors, 87 Biotechnologieunternehmen sowie 20 wissenschaftliche und technische Plattformen, die rund um die Universität Évry geteilt werden und deren wissenschaftliche Bereiche eine hochrangige Ausbildung in Biowissenschaften ermöglichen.

## Assoziierte Persönlichkeit
- Jean Weissenbach, französischer Genetiker.